# Ефект Барнета
Ефект Барнета — ефект намагнічування феромагнетиків при обертанні за відсутності магнітного поля; відкритий Семюелем Барнеттом (S. Barnett, 1909). Цей ефект пояснюється тим, що при обертанні магнетика створюється гіроскопічний момент, що прагне повернути спінові або орбітальні механічні моменти атомів у напрямку осі обертання магнетика. З механічним моментом атомів пов'язаний їхній магнітний момент, тому при обертанні з'являється складова магнітного моменту (намагніченість) вздовж осі обертання. Ефект Барнета дозволяє визначити гіромагнітне співвідношення {\displaystyle \gamma } або g-фактор ({\displaystyle g=2\gamma mc/e}) для атомів ряду речовин. Для металів і сплавів елементів групи заліза значення g виявилося близьким до 2, що характерно для спінового магнітного моменту електронів. Це є одним з аргументів на користь того, що феромагнетизм елементів групи заліза (Fe, Со, Ni) в основному зумовлений спіновим магнетизмом електронів.